# Refik Memišević
Refik Memišević, född den 14 maj 1956 i Bačka Novu Sel i nuvarande Serbien, död 4 januari 2004 i Subotica, var en jugoslavisk brottare som tog OS-silver i supertungviktsbrottning i den grekisk-romerska klassen 1984 i Los Angeles. 